# Brega funk
O brega funk é um gênero musical, oriundo do brega em uma junção com o funk carioca, que surgiu em 2011 em Recife, Pernambuco.

## Características
O ritmo apresenta trilhas com batidas simples e envolventes, com a utilização na sua composição de praticamente apenas dispositivos digitais e softwares, sem a presença de quaisquer tipos de instrumentos musicais.
Muitos desses sons por vezes, são o reflexo direto do dia a dia das grandes cidades e ambientes urbanos que são representados nas músicas, como por exemplo sons metálicos de obras de construção civil, sirenes de veículos, etc, sempre aludidos a uma frequência de festa ou frenesi, conotando a busca ou realização do prazer e o escape do estresse inerente ao ambiente, e para o tal convergindo com o encontro desses nos temas mais substâncias da dinâmica relacional humana.

## Histórico
O brega funk teve o seu início em Recife, Pernambuco, por volta do ano de 2011, quando MCs da região começaram a unir canções de funk com batidas do eletrobrega, tendo como principais expoentes Sheldon, Cego, Tocha, Dadá Boladão e Tróia.
O gênero tornou-se conhecido nacionalmente em 2018 quando a faixa "Envolvimento", de MC Loma e as Gêmeas Lacração, tornou-se uma das mais tocadas em todo o país naquele ano. Logo depois diversos artistas de brega funk ganharam repercussão nacional, como Jerry Smith, Mila e Thiaguinho MT, além de artistas de outros gêneros passarem a incorporar o estilo em suas músicas, como Pabllo Vittar, Psirico e Anitta.
Em 2019, a música "Hit Contagiante" de Kevin o Chris e Felipe Original tornou-se a segunda música mais executada do Brasil na plataforma Spotify, enquanto a canção "Vem me Satisfazer" de MC Ingryd, também uma canção original do brega funk, alcançou a quarta posição. Superior a estas, "Surtada (Remix)", de Tati Zaqui e Dadá Boladão, tornou-se a primeira canção do gênero a ocupar o topo das paradas brasileiras da parada respectiva, tendo permanecido como a mais executada no país por trinta e cinco dias, e logo após, foi sucedida por "Tudo Ok" de Thiaguinho MT e Mila, que ocupou o topo por três dias.
O sucesso do brega funk fez com que o Spotify fizesse um documentário a respeito deste, em 2020, intitulado "O Brega Funk vai dominar o mundo", como parte da série "Música pelo Brasil". Em 2020 o gênero se tornou o mais tocado no Carnaval em todo o Brasil, superando o axé, o pagode baiano, o samba e o funk carioca. Além das músicas originais de brega funks, músicas nacionais e internacionais recebem remixes no estilo por parte de alguns produtores do gênero, como JS Mão de Ouro. A plataforma de streaming Deezer afirmou que o crescimento do subgênero musical no início do ano de 2020 foi 680% superior ao do ano de 2019.